# Список радиохитов № 1 2013 года (Billboard)
Список радио хитов № 1 2013 года по версии Billboard включает в себя музыкальные синглы, занимавшие 1 место в хит-параде Hot 100 Airplay в 2013 году. Позиции хит-парада формируются на основе статистических данных о композициях, чаще всего появляющихся в радиоэфире США в течение недели.
| Дата       | Песня                     | Исполнитель                               | кол-во недель | Источник    |
| ---------- | ------------------------- | ----------------------------------------- | ------------- | ----------- |
| 5 января   | «Locked Out of Heaven»    | Бруно Марс                                | 7             | [ 2 ]       |
| 23 февраля | «I Knew You Were Trouble» | Тейлор Свифт                              | 4             | [ 3 ]       |
| 23 марта   | «Thrift Shop»             | Macklemore и Райан Льюис при участии Wanz | 2             | [ 4 ] [ 5 ] |
| 6 апреля   | «When I Was Your Man»     | Бруно Марс                                | 5             | [ 6 ]       |
| 11 мая     | «Stay»                    | Рианна при участии Микки Экко             | 2             | [ 7 ] [ 8 ] |
| 25 мая     | «Just Give Me a Reason»   | Pink при участии Нейта Рюсса              | 1             | [ 9 ]       |
| 1 июня     | «Mirrors»                 | Джастин Тимберлейк                        | 7             | \           |
| 20 июля    | «Blurred Lines»           | Робин Тик при участии T.I. и Фаррелла     | 11            | [ 11 ]      |
| 5 октября  | «Roar»                    | Кэти Перри                                | 4             | [ 12 ]      |
| 2 ноября   | «Royals»                  | Lorde                                     | 6             |             |
| 14 декабря | «Wake Me Up»              | Avicii                                    | 1             | [ 13 ]      |
| 21 декабря | «The Monster»             | Eminem featuring Rihanna                  | 4             |             |